# Gandino
Gandino – miejscowość i gmina we Włoszech, w regionie Lombardia, w prowincji Bergamo.
Według danych na styczeń 2009 gminę zamieszkiwało 5677 osób przy gęstości zaludnienia 194,8 os./1 km².